# Plaza Fray Mocho (Retiro)

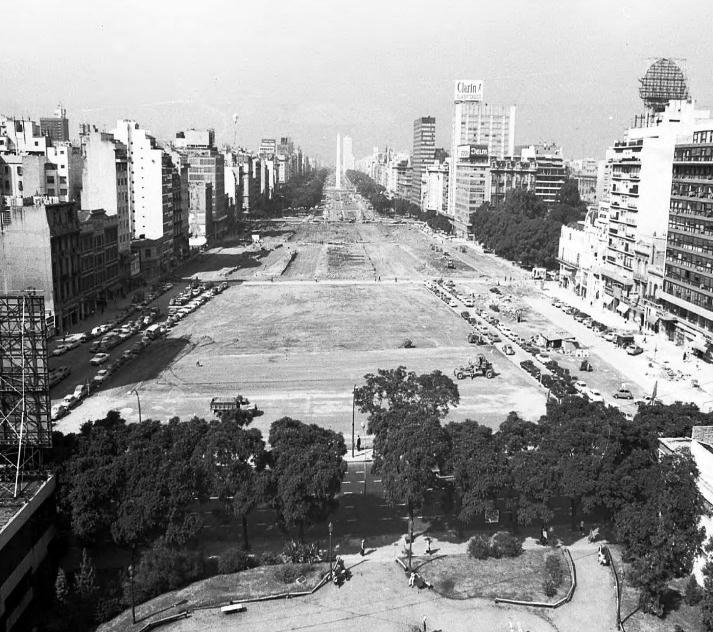
Vista de la Plaza Fray Mocho poco antes de su demolición para la extensión de la Avenida Nueve de Julio, ca. 1971.

La Plaza Fray Mocho fue un espacio verde del barrio de Retiro de la Ciudad de Buenos Aires ubicado sobre la Avenida Santa Fe entre las calles Carlos Pellegrini y Cerrito. Formada a partir de la unión de lotes desocupados, ocupaba poco menos de media manzana, con salida hacia Carlos Pellegrini y, a través de un pasaje, a la calle Arenales. La disposición de la plaza era la de un gran rellano ovalado. Desapareció entre 1973 y 1976, con la extensión hacia el norte de la Avenida Nueve de Julio, que supuso la demolición de toda una franja del barrio del Socorro.
Su nombre le fue dado en homenaje a Fray Mocho, seudónimo de José Seferino Álvarez Escalada, escritor y periodista argentino famoso por sus humorísticos retratos costumbristas de época.
La principal característica de la plaza era ser el centro de los festejos del día de la primavera, una tradición de Buenos Aires y de la Avenida Santa Fe en particular. En Fray Mocho se instalaba el escenario central de los actos, que incluían un desfile de carrozas desde Retiro hasta Palermo. En el marco del desfile era electa anualmente la Reina de la Primavera, coronada en el palco montado en la plaza.
Desde 1983 lleva el nombre de la antigua plaza una porción del Parque Tres de Febrero, espacio también asociado con los festejos del día de la primavera y del estudiante.

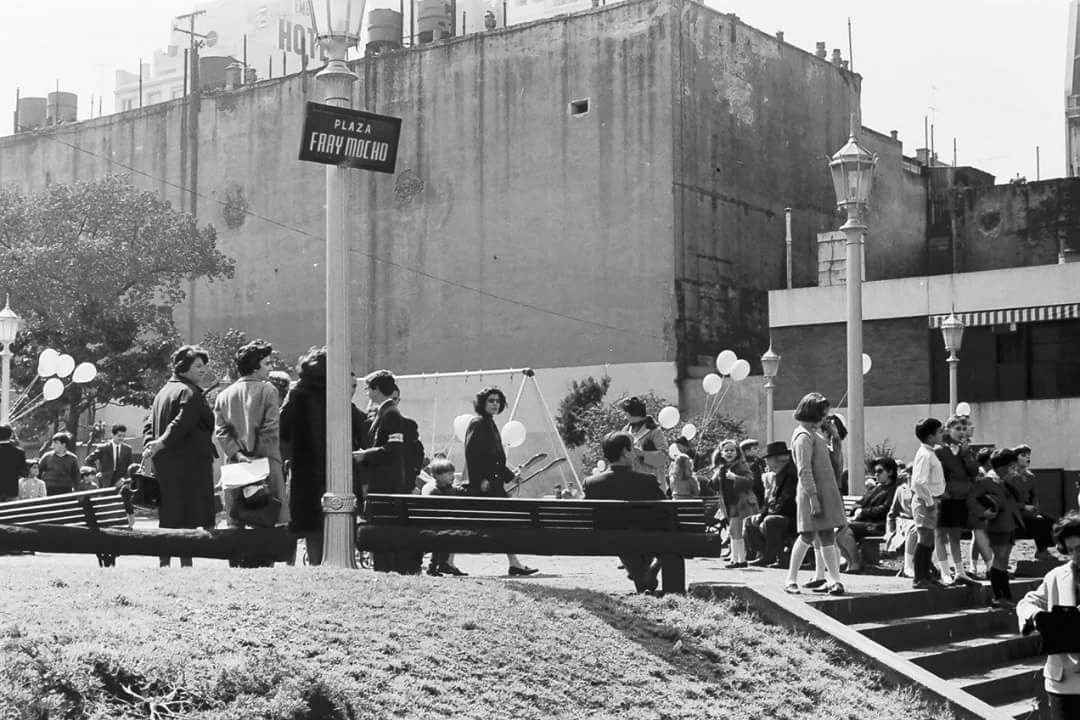
La Plaza Fray Mocho vista por Sameer Makarius hacia 1960.
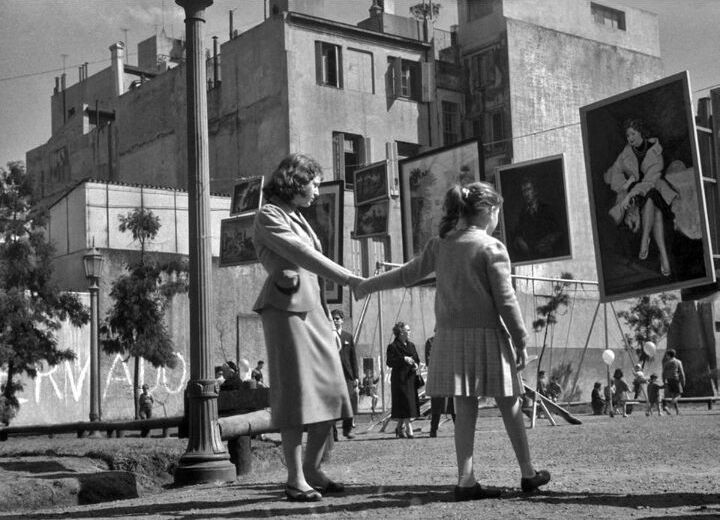
Se observan las tradicionales actividades festivas que allí se realizaban.